# 亞歷山大·阿甲
亞歷山大·茹昂-阿卡迪（法語：Alexandre Jouan-Arcady，1978年8月7日—），法國男導演、製片人和編劇。阿甲主要以翻拍及拍攝恐怖電影而成功聞名，著名作品如《隔山有眼》（2006年）、《兇鏡》（2008年）、《食人魚3D》（2010年）和《路易的第九條命》（2016年）。

## 早期生活
亞歷山大·阿甲出生於巴黎，法國導演亞歷山大·阿卡迪和影評人瑪莉-喬·茹昂（Marie-Jo Jouan）的兒子。

## 作品列表
| 年份 | 標題                                | 職位 | 職位 | 職位 | 附註 |
| 年份 | 標題                                | 導演 | 監製 | 編劇 | 附註 |
| ---- | ----------------------------------- | ---- | ---- | ---- | ---- |
| 1997 | 《彩虹之上》（Over the Rainbow）                    | 是   |      | 是   |      |
| 1999 | 《憤怒》                            | 是   |      | 是   |      |
| 2003 | 《顫慄》                            | 是   |      | 是   |      |
| 2006 | 《魔山》                            | 是   |      | 是   |      |
| 2007 | 《停車場夜驚魂》                    |      | 是   | 是   |      |
| 2008 | 《兇鏡》                            | 是   |      | 是   |      |
| 2010 | 《食人魚3D》                        | 是   | 是   | 是   |      |
| 2012 | 《剝頭煞星》                        |      | 是   | 是   |      |
| 2013 | 《魔角》                            | 是   | 是   |      |      |
| 2014 | 《驚字塔》                          |      | 是   |      |      |
| 2016 | 《鬼門開》                          |      | 是   |      |      |
| 2016 | 《路易的第九條命》                  | 是   | 是   |      |      |
| 2019 | 《鱷魔》                            | 是   | 是   |      |      |
| 2021 | 《氧氣危機》                        | 是   | 是   |      |      |
| 2023 | 《狩獵之夜》（Night of the Hunted） |      | 是   |      |      |
| 2024 | 《别松开绳子》                      | 是   | 是   |      |      |

## 外部連結
- 亞歷山大·阿甲在互联网电影资料库（IMDb）上的資料（英文）
- Alexandre Aja on Fox Searchlight
- Eat My Brains! interview with Alexandre Aja （页面存档备份，存于）
- Alexandre Aja interview （页面存档备份，存于） on sci-fi-online.com